# Хлопков, Александр Валерьевич
Александр Валерьевич Хлопков (22 февраля 1968, Москва) — советский и российский музыкант, музыкальный продюсер, аранжировщик, эстрадный певец-вокалист, клавишник группы Андрея Литягина «Мираж», лидер и бессменный солист группы «Маленький принц».

## Биография
Алекса́ндр Вале́рьевич Хлопко́в родился 22 февраля 1968 года в Москве. Мать работала инженером, отец был научным сотрудником. Отчим преподавал анатомию в столичном вузе.
До «Миража» Хлопков был участником в нескольких любительских ансамблях, а позднее был приглашён в гастрольную группу «Трамвай „Желание“», лидером которой был известный композитор и продюсер Игорь Кисиль. Во время совместных гастролей группы «Трамвай „Желание“» и группы «Мираж» произошло знакомство с Андреем Литягиным.
В мае 1988 года принял приглашение Андрея Литягина и начал работать в составе группы «Мираж».
Летом 1988 года, в городе Евпатория получил предложение от композитора группы «Мираж» Андрея Литягина записать первую сольную композицию «Я не знаю, зачем мне ты» и создать новый совместный проект, который позже получил название «Маленький принц». До 1994 года певец и продюсер работали вместе.
В 1998 году Александр Хлопков участвует в гастрольном туре групп «Маленький Принц» и «Мираж» с солисткой Екатериной Болдышевой в Германии. В это время он знакомится там со своей будущей женой Полиной, совместно с которой в 1999 году открывает концертное агентство «Алексис Entertainment». Певец переезжает в Германию в Баден-Вюртемберг, где впоследствии и проживает постоянно с женой и двумя дочерьми.
В 2006 году композитор Андрей Литягин передаёт все права на произведения группы «Маленький принц» Александру Хлопкову, заключив с ним договор о передаче исключительных авторских прав.
В 2007 году Александр вновь принимает предложение композитора Андрея Литягина и продюсера группы «Мираж» Сергея Лаврова вернуться в Москву и работать в совместной концертной программе с солистками Маргаритой Суханкиной и Наталией Гулькиной.